# 礒崎陽輔
礒崎 陽輔（いそざき ようすけ、1957年〈昭和32年〉10月9日 - ）は、日本の政治家。
自治・総務官僚。自由民主党所属の前参議院議員（2期）。
第2次安倍内閣・第2次安倍改造内閣・第3次安倍内閣で内閣総理大臣補佐官（国家安全保障及び選挙制度担当）を、第3次安倍第2次改造内閣・第3次安倍第3次改造内閣・第4次安倍内閣で農林水産副大臣、参議院行政監視委員長・文教科学委員長等を歴任。
選挙に関係する活動では、名前の表記にしばしば「いそざき陽輔」を用いる。

## 来歴
大分県大分市上野生まれ。佐伯市立佐伯小学校、大分市立上野ヶ丘中学校、大分県立大分舞鶴高等学校、東京大学法学部（京極純一ゼミ）卒業。1982年4月、自治省（現総務省）に入省。行政局振興課に配属。同年7月、北海道に勤務。その後は和歌山県、静岡県、堺市への出向や自治大学校研究部長・教授、消防庁企画官、内閣官房内閣参事官（安全保障・有事法制担当、内閣官房副長官補付）、総務省自治行政局国際室長、救急振興財団審議役・救急救命東京研修所副所長、総務省大臣官房参事官などを歴任。

### 参議院議員に初当選
2006年、自由民主党が実施した参議院大分県選挙区の候補者公募に合格。総務省を退職。
2007年の第21回参議院議員通常選挙に大分県選挙区から立候補し。選挙戦では、河野太郎や後藤田正純、猪口邦子、片山さつき、佐藤ゆかりら知名度の高い党所属国会議員の応援を受け、民主党大分県連が推薦する無所属の矢野大和、社会民主党が推薦する無所属の松本文六、国民新党公認の後藤博子ら4人を破り、初当選した。大分2区の衛藤征士郎の引き合いにより、清和政策研究会に入会した。
2012年4月27日、自民党は「日本国憲法改正草案」を策定し、公表。礒崎は起草委員会事務局長として条文作成に関わった。同年9月の自民党総裁選挙では、安倍晋三陣営の選対で参議院事務局長を務めた。安倍は、事務仕事ができ、指示したことにすぐに従う礒崎を重宝したとされる。同年10月、参議院文教科学委員長に就任。
同年12月、第2次安倍内閣で内閣総理大臣補佐官（国家安全保障会議及び選挙制度担当）に抜擢された。
2013年の第23回参議院議員通常選挙に自民党公認で大分県選挙区から出馬し、新人4候補を下して再選された。
2014年1月、内閣法の改正に伴い、内閣総理大臣補佐官（国家安全保障に関する重要政策及び選挙制度担当）の発令を受け、初代国家安全保障担当内閣総理大臣補佐官に任命された。同年12月、第3次安倍内閣で内閣総理大臣補佐官（国家安全保障及び選挙制度担当）に再任。
2014年11月26日、自民党は、テレビ朝日『報道ステーション』（11月24日放映）のアベノミクスに関する報道がおかしいとして、「公平中立な番組作成」を要請する文書をテレビ朝日に送付した。文書が送付された11月26日、礒崎も総務省放送政策課に電話し、放送法4条が規定する「政治的公平性」について同省に説明を求めた。その後も礒崎は政治的公平性の解釈変更を総務省側に迫り続け、2015年5月12日、高市早苗総務大臣は公式の場で初めて、政治的公平性の解釈変更を示唆する発言を行った。
2015年10月、第3次安倍第1次改造内閣の発足に伴い、首相補佐官を退任。2016年、参議院行政監視委員長に就任。同年8月、第3次安倍第2次改造内閣で農林水産副大臣に任命された。

### 落選
2019年7月4日、第25回参議院議員通常選挙が公示。大分県選挙区は礒崎、野党統一候補の安達澄、NHKから国民を守る党の新人の3人が立候補。朝日新聞社は、15、16日の2日間実施した電話調査に、取材で得た情報を加味し終盤の情勢を分析。7月18日に「礒崎がやや優位を保ち、安達が懸命に追っている」と報じた。選挙期間中、礒崎は安倍晋三首相、菅義偉官房長官、二階俊博党幹事長らの応援を受けたが、形勢は逆転。7月21日の投開票の結果、安達に小差で敗れ落選した。
2023年3月2日、立憲民主党参議院議員の小西洋之は記者会見し、安倍政権が2016年2月に行った放送法の「政治的公平」の解釈変更は礒崎が主導したとする総務省の内部文書を公表。礒崎が2014年～15年の4カ月間にわたって再三、解釈を改める必要はないと言いながら実質的な放送法の解釈変更を迫る様子が克明に記されており、小西は3月3日以降、参議院予算委員会で与党を追及した。文書作成時に総務大臣だった高市早苗が「捏造でなければ、議員を辞職する」と表明する事態にまで発展するが、総務省は3月7日、小西が公表した文書と省内に保存している行政文書が同一のものであることを認め、78ページの文書全文をホームページに公開した。同日、礒崎は共同通信の取材に応じ、総務省と意見交換したことは事実だと認めた。
同年9月1日、自身のホームページで政治家として引退する事を公表した。今後は東京都内に活動拠点を移し、評論家や著作の活動を中心とすると述べた。
引退表明に際し、自民党に離党届を提出し、同年12月4日に党が離党届を受理した。

## 政策・主張

### 憲法
- 憲法改正について、2013年の毎日新聞社、2019年の朝日新聞社のアンケートで「賛成」と回答[31][32]。

- 9条改憲について、2013年の毎日新聞社のアンケートで「改正して、自衛隊を他国同様の『国防軍』にすべきだ」と回答[31]。

### 外交・安全保障
- 「集団的自衛権を行使できるよう、憲法解釈を見直すべきだ」との問題提起に対し、2013年の毎日新聞社のアンケートで「見直すべきだ」と回答[31]。

- 「他国からの攻撃が予想される場合には先制攻撃もためらうべきではない」との問題提起に対し、2019年のアンケートで「どちらともいえない」と回答[32]。

- 「北朝鮮に対しては対話よりも圧力を優先すべきだ」との問題提起に対し、2019年のアンケートで「どちらかといえば賛成」と回答[32]。

- 普天間基地の移設問題について、2013年の毎日新聞社のアンケートで「名護市辺野古に移設すべき」と回答[31]。

- 従軍慰安婦に対する旧日本軍の関与を認めた「河野談話」の見直し議論について、2013年の毎日新聞社のアンケートで「見直すべきではない」と回答[31]。

### その他
- 選択的夫婦別姓制度の導入について、2019年のアンケートで「どちらとも言えない」と回答[32]。

- 同性婚を可能とする法改正について、2019年のアンケートで「反対」と回答[32]。

- 「治安を守るためにプライバシーや個人の権利が制約されるのは当然だ」との問題提起に対し、2019年のアンケートで「どちらともいえない」と回答[32]。

- 首相の靖国神社参拝について、2013年の毎日新聞社のアンケートで「問題ない」と回答[31]。

- アベノミクスについて、2019年のアンケートで「評価する」と回答[32]。

- 消費税率を10％より高くすることについて、2019年のアンケートで「どちらとも言えない」と回答[32]。

## 人物・騒動

### 職員宿舎居座り問題
総務省職員だった2004年から、財団法人地方財務協会が管理する総務省職員用の宿舎に入居していたが、2006年7月に退官した後も、内規で「半年以内の退去」が定められていたにもかかわらず、1年以上宿舎に入居し続けた。2007年7月に参議院議員に初当選した後に「職員宿舎居座り問題」が報道され、8月7日に初登院した際には取材に対し「（内規は）承知していなかった」と釈明したが、宿舎を管理する地方財務協会は「（内規は）当然説明しています」と、礒崎の釈明を否定した。

### 自民党憲法改正草案
2011年12月22日、自民党の憲法改正推進本部は、憲法改正草案の起草委員会を設置。礒崎は事務局長に就任した。条文作成に関わったとされ、礒崎は自身のホームページに「私は、衆議院議員の保利耕輔本部長の下で、憲法改正草案を起案しました」「自民党の目指す憲法改正の方向性を何の遠慮もなく織り込むこととしました」と書き記している。2012年4月27日、自民党は「日本国憲法改正草案」を策定し、公表した。
公表から1か月後の2012年5月28日、礒崎は自身のTwitterに「憲法改正草案に対して『立憲主義』を理解していないという批判を頂くが、この言葉は聴いたことがない」「私は、芦部信喜先生に憲法を習ったが、そんな言葉は聞いたことがない」と投稿した。
また、講演で、「日本は神道・仏教でありますから、何でキリスト教の神様なんかから与えられた天賦人権説なんか……。（自民党改憲案は）それ全部削りましたから。97条てのあったけど全部ストーン、切り落としました」と発言している。

### 「法的安定性は関係ない」
2015年7月26日、大分市内で講演した際、国会で審議されていた集団的自衛権の行使を容認する安全保障関連法案に関し、「考えなければいけないのは我が国を守るために必要な措置かどうかで、法的安定性は関係ない」と発言。8月3日、参議院我が国及び国際社会の平和安全法制に関する特別委員会に参考人招致され、「私の軽率な発言により審議に多大な迷惑をかけた。発言を取り消すとともに心よりおわび申し上げる」「大きな誤解を与えてしまった。今回の法制は合憲性と法的安定性は確保されていると認識している」と述べ、陳謝した上で発言は撤回したものの、辞任は否定した。翌8月4日、安倍晋三首相は参院特別委員会で「（法的安定性の重要性を）礒崎氏も十分理解している」と擁護した。野党からは「内閣の体質の一部が出た」（郡司彰）、「なぜ更迭しないのか。法の支配を破壊する首相は退陣すべきだ」（福島瑞穂）など、礒崎や安倍政権への批判が相次いだ。

### 「桜を見る会」問題
2019年11月21日、桜を見る会問題についてツイッターで『「前夜祭」の会費が安いと批判をしていますが、仮に安倍事務所により経費の補填があれば大事件ですが、それがなければ何の問題もありません。その証拠がないので、「安倍総理自身の会費の負担は記載されているのか。」など荒唐無稽な批判を始めています』と発言。

### 放送法解釈変更の強要
自民党が「公平中立」を求める文書を各テレビ局に送付
2014年11月18日、安倍晋三首相が衆議院解散を表明。同日夜、安倍はTBS番組『news23』に出演するが、アベノミクスなどの経済政策について懐疑的な回答が続く街頭インタビューの映像が流れると、「おかしいじゃないか」と声を張り上げて異議を唱えた。これを受けて11月20日、自民党は萩生田光一筆頭副幹事長と福井照報道局長の名で、「選挙時期における報道の公平中立ならびに公正の確保についてのお願い」というタイトルの文書を在京テレビ5局に送付した。
同年11月23日朝、TBS番組『サンデーモーニング』が放映。番組では20分間、衆院選の争点などが寺島実郎、浅井慎平、目加田説子、岸井成格らによって話し合われた。首相補佐官を務めていた礒崎は番組放映中にツイートし、「日曜日恒例の不公平番組が、今日も、放送されています。仲間内だけで勝手なことを言い、反論を許さない報道番組には、法律上も疑問があります」と批判した。
同年11月24日、テレビ朝日番組『報道ステーション』が放映。番組がアベノミクスについて報じると、自民党はこれに対してもすかさず反応。11月26日、福井照報道局長の名で「公平中立な番組作成」を要請する文書をテレビ朝日に送付し、「アベノミクスの効果が大企業や富裕層のみに及び、それ以外の国民には及んでいないかのごとく断定する内容」と批判した。礒崎も同日、Twitterを更新。「自民党では、すべての番組を録画録音してサーチしています」と明かし、「偏向報道には黙って看過せず、いちいちクレームをつけるくらいの努力が今の日本では必要です」と訴えた。総務省がのちに正式な行政文書であると認めた内部文書（後述）によれば、礒崎はさらにこの日、総務省放送政策課に電話し、放送法4条が規定する「政治的公平」について同省に説明を求めたとされる。礒崎側と総務省の調整は同年11月28日から行われた。
2015年1月29日、総務省情報流通行政局長の安藤友裕、放送政策課長の長塩義樹、同課員の西潟暢央らは官邸に赴き、解釈変更の国会答弁に向けた修正案を礒崎に説明。説明に対し、礒崎は「今回の整理は決して放送法の従来の解釈を変えるものではなく、これまでの解釈を補充するもの」と言った。また、国会の質疑について「質問は自分がきちんとコントロールできる議員にさせる」と言った。同年3月24日、礒崎が質疑のタイミングを「NHK新年度予算成立後の参議院予算委員会」と考えていることが、官邸から総務省に伝えられた。
同年5月12日、自民党の藤川政人は参議院総務委員会に立ち、礒崎側が作成した「質問」6問に沿って質問。高市早苗総務大臣は「一つの番組のみでも、極端な場合は政治的公平を確保しているとは認められない」と答弁し、放送法の政治的公平性の解釈変更を示唆する発言をした。同日午後、礒崎はTwitterで高市の答弁の要旨を解説した。
2016年2月8日、高市は、放送局が政治的公平性を欠く放送を繰り返した場合、放送法4条違反を理由に電波停止を命じる可能性に言及した。同年2月12日、総務省は衆議院予算委員会理事懇談会で「政治的公平性」の解釈に関する政府統一見解を示した。
小西洋之参議院議員が内部文書を公表
2023年3月2日夕方、立憲民主党参議院議員の小西洋之は国会内で記者会見し、首相官邸と総務省の担当者が2014～15年に協議した経緯とされる内部文書を公表。A4で78ページある文書のPDFファイルを自身のウェブサイトに掲載した。文書は、番組の政治的公平性を定めた放送法の政府解釈を安倍政権時の2016年2月に事実上変更するに至った流れを示すもので、当時の官邸幹部らが安倍晋三から聞き取ったとされる発言や、当時総務大臣だった高市早苗、首相補佐官だった礒崎らの発言とされる内容が記載されている。小西は総務省の職員から提供を受けたとし、「同じものが総務省放送政策課に存在するという確認を受けている」と会見で述べた。
内部文書は、前述のように、2014年11月26日に礒崎が『サンデーモーニング』の内容に疑問を抱き、放送法の「政治的公平」について総務省に説明を求めるところから記述が始まる。2015年1月15日の同省と礒崎側のやりとりでは、もともと機嫌の悪かった礒崎が「疑心暗鬼になり、激高した」とする様子が、礒崎の部下から同省放送政策課員の西潟暢央に伝えられた。同年2月24日、総務省の安藤友裕情報流通行政局長らは礒崎と面談し、「総理にお話される前に官房長官にお話し頂くことも考えられるかと思いますが」と提案。礒崎はこの提案に怒り、次のように述べたとされる。
こうした圧力に対し、総務省（情報通信畑）出身の山田真貴子首相秘書官が「礒崎補佐官は官邸内で影響力はない。今回の話は変なヤクザに絡まれたって話ではないか」とコメントし、「どこのメディアも委縮するだろう。言論弾圧ではないか」と礒崎を批判していたことも明らかにされた。
同年3月2日、高市は記者団に「怪文書だと思う」と述べたが、礒崎は同日の共同通信の取材に「総務省との間で意見交換したとする文書の内容は事実だ」と答えた。
同年3月3日、小西は参議院予算委員会で岸田文雄首相、高市らを追及。高市は文書に記載された自身のやりとりについて「捏造だ」と断言。捏造でなければ、大臣、議員を辞職する意向を表明した。同日、礒崎は朝日新聞の取材に応じ、「首相補佐官の在任中に、総務省の局長と政治的公平性に関する放送法の解釈について意見交換し、補充的説明をするに至ったのは事実」と述べた。文書に示された新解釈を加える一連の経緯をおおよそ認めた。
同年3月6日、松本剛明総務大臣は参議院予算委員会で、放送法の「政治的公平」を巡る新たな見解を示したきっかけが、礒崎からの問い合わせだったことを認めた。総務省は、小西が公表した文書について同省に文書として保存されているものと同一であるかどうかを精査。同じものとの確認がとれ、総務省情報流通行政局放送政策課は7日午後、省内で保存している78ページの「取扱厳重注意」内部文書をホームページに公開。高市が「捏造」と主張する文書は、高市自身が総務大臣だったときの総務省の行政文書であることが確定した。同日、礒崎は共同通信の取材に応じ、総務省と意見交換したことは事実だと改めて述べ、そのうえで「一つ一つの会話の詳しい記憶は残っていない」と答えた。礒崎は放送法解釈変更の立役者であったもにかかわらず、高市は3月8日の参議院予算委員会の答弁で「礒崎さんという名前、もしくは放送行政に興味をお持ちだと知ったのは今年3月になってからです」と述べ、3月9日の同内閣委員会の答弁でも「礒崎さんという名前は今年3月になって初めて聞きました」と繰り返した。共同通信社は3月11日から13日にかけて電話世論調査を実施。放送法解釈の再検討を求めた礒崎の行為に関し「報道の自由への介入だ」とする回答は計65.2％に上った。
同年3月17日、総務省は、政治的公平性をめぐる行政文書について、関係者への聞き取り結果を新たに公表した。礒崎は同省の調査に応じ、「総務省に対し、放送法の解釈について問い合わせを行い、何回か意見交換をしたのは事実」「補充的な説明をしてはどうかと意見したことは記憶にある」「互いに案を出し合って議論した記憶はある」と証言した。同省は公表に際し、「安倍氏への放送法関連のレクはあったと考えられる」とし、高市が存在を認めていない2015年2月13日の大臣レクについても「あった可能性が高いと考えられる」とした。「作成者および同席者も、この時期に、放送部局から高市大臣に、放送法の解釈を変更するという説明を行ったと認識を示す者はいなかった」としている。また、放送法の解釈を巡って高市と安倍が電話で話したとの行政文書について「資料の作成者が不明で、電話の有無は確認されなかった」と説明した。
同年3月20日、日本ペンクラブは「政府が放送に介入することを憂慮する」と題する声明を発表し、総務省の行政文書の内容をふまえ、「政治家や政府が放送の中身に口を出すこと自体、法解釈上間違っている」と指摘した。

### その他
- 内閣総理大臣補佐官として、外交・安全保障政策の司令塔となる国家安全保障会議の創設に奔走したとされる[85][86]。

- 趣味はピアノ、得意料理は大分発祥とされるニラ豚[86]。

- 2022年8月14日、自身のTwitterで、当時放送中の連続テレビ小説『ちむどんどん』について批判的な感想のツイートを投稿した[87]。この時点で同作の放送内容にはSNSや有識者から激しい批判が巻き起こっていたことから、「元農水副大臣も批判」といった形で多数のメディアに引用されるという現象が起きた[88][89]。翌日には反響の多さに触れつつ「多くの人の不満がたまっていると考え指摘しました」と投稿。その後9月3日、9月30日（最終回）にも放送内容の問題点を指摘するツイートを投稿し、いずれも多数のメディアで紹介または引用された[90][91]。

## 所属団体・議員連盟
- 自民党たばこ議員連盟[92][93]
- 日本会議国会議員懇談会（政策審議会副会長）
- 神道政治連盟国会議員懇談会
- みんなで靖国神社に参拝する国会議員の会
- 創生「日本」（事務局次長）
- 自民党消防議員連盟（事務局次長）
- 自民党行政書士制度議員連盟（事務局次長）
- ラグビーワールドカップ2019日本大会成功議員連盟（幹事）
- 清和政策研究会（幹事）
- TPP交渉における国益を守り抜く会
- マイナンバー利活用推進小委員会[94]
- 歴史を学び未来を考える本部[94]
- 清風会[94]
- 憲法改正推進本部[94]
- 官民データ利活用促進基本法案検討に関するPT[94]
- 住民訴訟制度等見直しに関するPT[94]
- ダム・発電関係市町村等振興議員連盟[94]
- アベノミクスの完遂を強力に支える会[95]
- 海洋国日本の災害医療の未来を考える議員連盟[96]
- パン振興議連[96]
- 漁港漁場漁村整備促進議員連盟[97]
- 大分県自転車競技連盟(会長)[98]
- 農村基盤整備議員連盟[98]

## 著作

### 単著
- 『公務員のための公用文の書き方』（良書普及会、2002年）
- 『分かりやすい公用文の書き方』（ぎょうせい、2004年）
- 『武力攻撃事態対処法の読み方』（ぎょうせい、2004年）
- 『国民保護法の読み方』（時事通信出版局、2004年）
- 『分かりやすい法律・条例の書き方』（ぎょうせい、2006年）改訂版も執筆

### 共著
- 『地域経済と地方財政』（湯浅利夫編集代表、ぎょうせい、1995年）
- 『特別地方公共団体と地方公社・第三セクター・NPO』（山下茂編著、共著、ぎょうせい、1997年）

### 共編
- 『対訳「日本の地方自治」（成瀬宣孝監修、共編、ぎょうせい、1997年）